# ترسوپولیس
ترسوپولیس (به پرتغالی: Teresópolis) یک سکونتگاه مسکونی در برزیل است که در ایالت ریو د ژانیرو واقع شده‌است.

## خصوصیات
ترسوپولیس ۷۷۰٫۶ کیلومترمربع مساحت و ۱۶۳٬۷۴۶ نفر جمعیت دارد و ۸۷۱ متر بالاتر از سطح دریا واقع شده‌است.